# Morannon

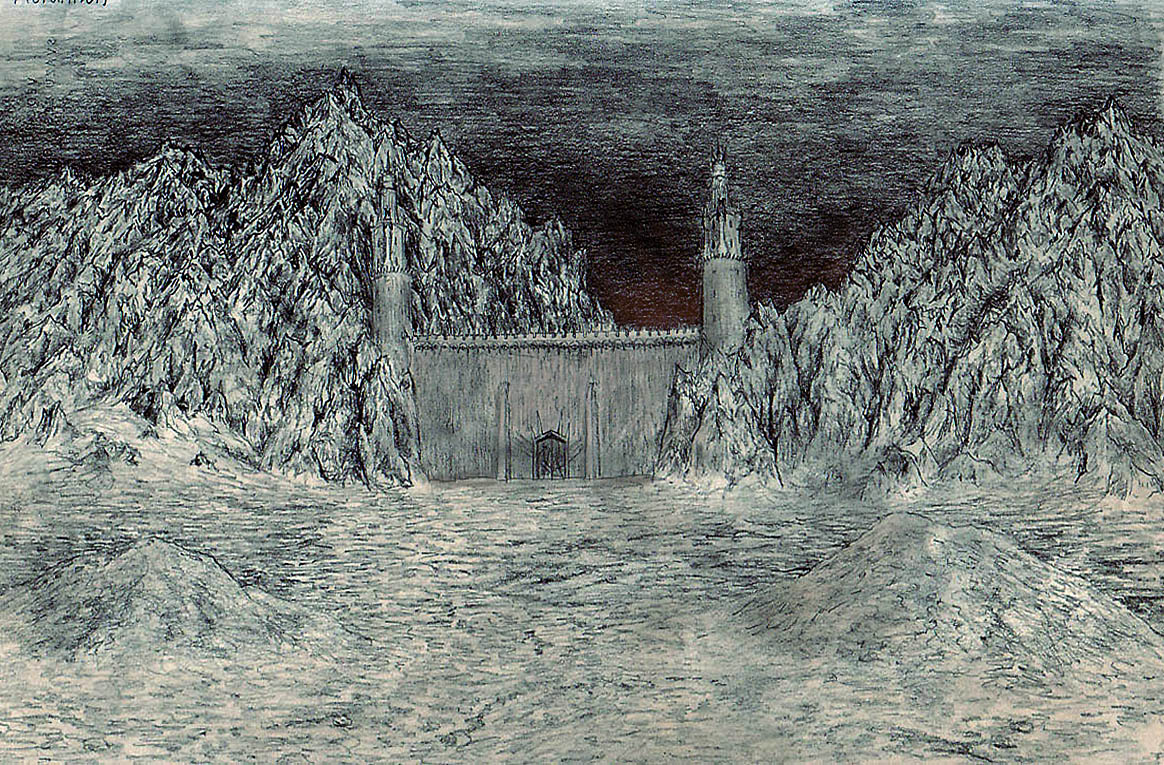
Morannon (umělecká představa)

Morannon nebo také Černá brána je brána strážící vstup do Mordoru v Tolkienově Středozemi. 
Sauron nepostavil Černou bránu, aby zabránil útoku nepřátel v průsmyku mezi Ered Lithui a Ephel Dúath. Bránu postavil Gondor, aby hlídal Mordor, kdyby se náhodou probudil. Když se Sauron vrátil do Mordoru s černokněžným králem Angmaru, obsadili jak černou bránu, tak Minas Ithil.
Po Příbuzenském sváru byla brána opuštěna. Do Mordoru se vrátili nazgûlové a dobyli Minas Ithil. Morannon byl obsazen vojskem Mordoru. Frodo chtěl, aby jej (a Sama) Glum tudy vedl do Mordoru. Během války o Prsten zde proběhla bitva u Morannonu. Po zničení Vládnoucího prstenu se Černá brána zřítila. Brána se propadla a s ní většina skřetů.